# Cesarski walc (film)
Cesarski walc (ang. The Emperor Waltz) – amerykański film muzyczny z 1948 roku w reżyserii Billy’ego Wildera, w którym wystąpili Bing Crosby i Joan Fontaine.

## Obsada
- Bing Crosby jako Virgil Smith
- Joan Fontaine jako Johanna Augusta Franziska
- Richard Haydn jako Cesarz Franciszek Józef
- Sig Ruman jako doktor Zwieback
- Roland Culver jako Baron Holenia
- Lucile Watson jako Księżna Bitotska
- Harold Vermilyea jako szambelan
- Julia Dean jako Arcyksiężna Stefania
- Bert Prival jako szofer
- Alma Macrorie jako właścicielka gospody
- Roberta Jonay jako pokojówka

i inni